# Coordinadora de Estudiantes en Lucha de Tenerife
La Coordinadora de Estudiantes en Lucha de Tenerife es una organización estudiantil de la isla de Tenerife. Agrupa a estudiantes de los niveles de educación secundaria, bachillerato, ciclos formativos, conservatorio y universitario. La CELT de forma genérica reivindica una educación "canaria, pública, gratuita, de calidad y al servicio del pueblo trabajador".

## Historia
La CELT nace el 27 de marzo de 2014 resultado de una asamblea celebrada en el marco de una huelga general de estudiantes. El día 23 de octubre del mismo se suma a la huelga general de estudiantes, asimismo también se adhiere y convoca en la isla de Tenerife las huelgas planteadas a nivel estatal los días 24 de marzo de 2015, 3 de marzo y 26 de octubre de 2016, exigiendo la retirada de la LOMCE, las reválidas, el 3+2 y las prácticas no remuneradas.
En noviembre de 2016, tras una primera Conferencia Insular, la CELT se integra en el Frente de Estudiantes. En diciembre del mismo año se celebraron elecciones al claustro de la Universidad de La Laguna, a las cuales presentó candidatura bajo las siglas del FdE, sin embargo no obtuvo ningún representante quedándose a 3 votos de lograrlo.
A lo largo del año 2017 la organización estudiantil llevó a cabo una campaña para la obtención de una tarifa reducida en el transporte público de la empresa TITSA y MTSA para los estudiantes no universitarios debido a la desatención por parte del Cabildo de Tenerife de un Acuerdo Institucional por el que se comprometía a poner en marcha una tarjeta con el descuento. Durante este periodo se mantuvieron reuniones con grupos políticos del Cabildo y se llevó a cabo una huelga, la del 9 de marzo (sumada a otras reivindicaciones generales), y diversas protestas entre las que figuraba esta reivindicación. Finalmente en julio de ese mismo año el Cabildo Insular puso un "Abono joven" en funcionamiento.
En abril de 2018 la Coordinadora Insular del FdE rompe con la Dirección Central y recupera la antigua denominación.

## Organización
La CELT se organiza en secciones de base, que agrupan a los estudiantes de cada centro público, estas secciones se coordinan por la coordinadora insular, órgano elegido en el Congreso, donde además se define la línea discursiva de la organización, sin embargo la actividad regular de la CELT se establece en la Asamblea de la Coordinadora Insular, de carácter abierto. 
| Período    | Coordinador/a General |
| ---------- | --------------------- |
| 2014-2015  | Rubén del Olmo        |
| 2015-2017  | Pablo Arozamena       |
| 2017-2018  | Texeneri Cabrera      |
| Desde 2018 | José María Amador     |